# Pekan
Pekan (ڤکن ,北根 ,பெக்கான்) est une ville de l'État du Pahang, en Malaisie péninsulaire. Il s'agit de la ville royale de l'État.